# Тоад
Тоад (англ. Toad), известный в Японии как Кинопио (яп. キノピオ) — персонаж видеоигр серии Mario, созданный Сигэру Миямото. Гражданин Грибного королевства, один из самых преданных слуг Принцессы Пич и постоянно работает от её имени. Как правило, в играх он присутствует в роли NPC, помогая Марио и его друзьям. Однако иногда Тоад становится одним из ведущих персонажей, как это можно наблюдать в играх Super Mario Bros. 2 и Wario's Woods.
Первоначальная роль Тоада как помощника послужила причиной редкого появления в главных играх этой серии, однако в New Super Mario Bros. Wii в качестве игровых персонажей, наравне с Марио и Луиджи, доступны два Тоада (Жёлтый и Синий). Также на выставке E3 2014 Nintendo анонсировала эксклюзив для Wii U под названием «Captain Toad: Treasure Tracker», которая является спин-оффом игры Super Mario 3D World. В этой игре Тоад является главным героем и вместе со своими друзьями из Грибного королевства ему предстоит решать головоломки в поисках сокровищ.

## Тоад в кинематографе
В фильме «Супербратья Марио», Тоад выглядит как обычный человек с весьма странной причёской. Он выполняет роль уличного музыканта-гитариста и диссидента по совместительству. За «антикуповские песни» президент Купа деэволюционирует его, превращая в огромного и тупого солдата — гумбу. Однако, даже после этого Тоад остаётся добрым и продолжает оказывать друзьям посильную помощь. Роль Тоада сыграл актёр Моджо Никсон.